# Honduras aux Jeux olympiques d'été de 1984
Le Honduras participe aux Jeux olympiques d'été de 1984 à Los Angeles aux États-Unis du 28 juillet au 12 août 1984. Il s'agit de sa troisième participation à des Jeux d'été.
La délégation se compose de douze athlètes dans trois disciplines : l'athlétisme, discipline à laquelle le Honduras a toujours participé dans les éditions précédentes, le judo et la natation. Ces deux disciplines représentent pour le Honduras une première expérience olympique. De même, pour la première fois de l'histoire olympique du Honduras, la délégation est mixte et compte 3 femmes athlètes : la marathonienne Leda Diaz de Cano et les nageuses Isabel et María Lardizábal.

## Épreuves

### Athlétisme
Santiago Fonseca, né le 30 décembre 1953 (30 ans lors des Jeux) participe à l'épreuve du 20 km marche. Il s'agit de sa seconde participation olympique dans cette épreuve. Il avait, lors des JO de Montréal 1976, réalisé un temps de 1 h 36 min 7 s et était arrivé 27e sur 38.
| Athlète          | Épreuve      | Date et heure | Lieu                                     | Résultat        | Rang |
| ---------------- | ------------ | ------------- | ---------------------------------------- | --------------- | ---- |
| Santiago Fonseca | 20 km marche | 3 août        | Memorial Coliseum et rues de Los Angeles | 1 h 34 min 47 s | 31e  |

Carlos Ávila (en), né le 15 septembre 1951 (32 ans lors des Jeux) participe à l'épreuve du marathon masculin.
| Athlète      | Épreuve  | Date et heure | Lieu                                     | Résultat       | Rang |
| ------------ | -------- | ------------- | ---------------------------------------- | -------------- | ---- |
| Carlos Ávila | Marathon | 12 août       | Memorial Coliseum et rues de Los Angeles | 2 h 42 min 3 s | 71e  |

Leda Díaz (en), née le 28 octobre 1946 (37 ans lors des Jeux) participe à l'épreuve du marathon féminin. Le retard qu'elle a sur les autres athlètes incite les juges de la compétition lui demander d'abandonner, afin de pouvoir rendre la route à la circulation.

### Judo
Pour la première participation du Honduras à la compétition de judo dans des Jeux olympiques, il est représenté par trois judokas :
- Carlos Soto (en), dans la catégorie mi-léger (moins de 65 kg).
- Luis Chirinos, dans la catégorie léger (moins de 71 kg), battu par forfait (fusen-gachi), ne se présentant pas au combat contre le Canadien Glenn Beauchamp (en), le 6 août ;
- Adrian Sierra, dans la catégorie mi-moyen (moins de 78 kg), battu lui aussi par fusen-gachi, absent lors de son combat contre le Yougoslave Filip Lescak (en), le 7 août.

La compétition a lieu à l'Eagle's Nest Arena (en), sur le campus de l'Université d'État de Californie.
Lors de son premier combat, le 5 août, au premier tour, Carlos Soto affronte le Turc Alpaslan Ayan. Après 1 min 12 s, Ayan gagne par ippon.
| Athlète     | Compétition | 1er tour                     | 2e tour             | 3e tour             | Repêchage 1         | Repêchage 2         | Finale              | Rang |
| Athlète     | Compétition | Adversaire Résultat          | Adversaire Résultat | Adversaire Résultat | Adversaire Résultat | Adversaire Résultat | Adversaire Résultat | Rang |
| ----------- | ----------- | ---------------------------- | ------------------- | ------------------- | ------------------- | ------------------- | ------------------- | ---- |
| Carlos Soto | Mi-légers   | battu par Alpaslan Ayan (en) | Éliminé             | Éliminé             | Éliminé             | Éliminé             | Éliminé             | 20e  |

### Natation
La première participation du Honduras aux compétitions de natation aux Jeux olympiques se compose de 4 nageurs et 2 nageuses :
- Salvador Corelo (en). Il participe aux épreuves de 100 m brasse, 100 m papillon et 200 m 4 nages ;
- David Palma (en). Il participe aux épreuves de 100 m dos et 200 m brasse ;
- Rodolfo Torres (en). Il participe aux épreuves de 100 m nage libre ;
- Juan José Piro (en). Il participe aux épreuves de 200 m nage libre, 200 m dos, 200 m papillon et 400 m 4 nages ;
- Isabel Lardizábal (en), née le 15 février 1968 (16 ans lors des Jeux). Elle participe aux épreuves de 100 m et 200 m brasse ;
- María Lardizábal (en), née le 15 février 1968, sœur jumelle d'Isabel. Elle participe aux épreuves de 100 m et 200 m nage libre.

Les quatre nageurs participent par ailleurs à deux épreuves de relais 4x100 m, en 4 nages et en nage libre.
Toutes les épreuves se déroulent au Olympic Swim Stadium, sur le campus de l'Université de Californie du Sud.
Hommes
| Athlète                                                                                          | Épreuve            | Séries     | Séries                                                                           | Séries      | Séries      | Finale   |
| Athlète                                                                                          | Épreuve            | Date       | Temps                                                                            | Rang série  | Rang total  | Finale   |
| ------------------------------------------------------------------------------------------------ | ------------------ | ---------- | -------------------------------------------------------------------------------- | ----------- | ----------- | -------- |
| Rodolfo Torres                                                                                   | 100 m nage libre   | 31 juillet | 1 min 0 s 92/100                                                                 | 8e/8        | 54e/58      | Éliminé  |
| Juan José Piro                                                                                   | 200 m nage libre   | 29 juillet | 2 min 12 s 51/100                                                                | 8e/8        | 52e/56      | Éliminé  |
| David Palma                                                                                      | 100 m dos          | 3 août     | 1 min 13 s 28/100                                                                | 4e/4        | 43e/44      | Éliminé  |
| Juan José Piro                                                                                   | 200 m dos          | 31 juillet | 2 min 32 s 48/100                                                                | 7e/7        | 34e/34      | Éliminé  |
| Salvador Corelo                                                                                  | 100 m brasse       | 29 juillet | Disqualifié                                                                      | Disqualifié | Disqualifié | Éliminé  |
| David Palma                                                                                      | 200 m brasse       | 2 août     | 2 min 37 s 65/100                                                                | 6e/7        | 42e/44      | Éliminé  |
| Salvador Corelo                                                                                  | 100 m papillon     | 30 juillet | 1 min 5 s 91/100                                                                 | 8e/8        | 50e/53      | Éliminé  |
| Juan José Piro                                                                                   | 200 m papillon     | 3 août     | 2 min 22 s 80/100                                                                | 8e/8        | 34e/35      | Éliminé  |
| Salvador Corelo                                                                                  | 200 m 4 nages      | 4 août     | 2 min 22 s 29/100                                                                | 5e/6        | 36e/42      | Éliminé  |
| Juan José Piro                                                                                   | 400 m 4 nages      | 30 juillet | 5 min 15 s 68/100                                                                | 8e/8        | 23e/23      | Éliminé  |
| Salvador Corelo (dos) David Palma (brasse) Juan José Pino (papillon) Rodolfo Torres (nage libre) | 4x100 m 4 nages    | 4 août     | 1 min 8 s 53/100 1 min 12 s 56/100 1 min 2 s 62/100 59 s 1/100 4 min 22 s 72/100 | 7e/7        | 20e/20      | Éliminés |
| Salvador Corelo Juan José Pino David Palma Rodolfo Torres                                        | 4x100 m nage libre | 2 août     | 58 s 20/100 59 s 92/100 58 s 66/100 59 s 9/100 3 min 55 s 87/100                 | 7e/         | 22e/22      | Éliminé  |

1. ↑  Hors disqualifications et forfaits.

100 m nage libre Femmes
| Athlète           | Épreuve          | Séries     | Séries            | Séries     | Séries     | Finale   |
| Athlète           | Épreuve          | Date       | Temps             | Rang série | Rang total | Finale   |
| ----------------- | ---------------- | ---------- | ----------------- | ---------- | ---------- | -------- |
| María Lardizábal  | 100 m nage libre | 29 juillet | 7 s 80/100        | 8e/8       | 45e/45     | Éliminée |
| María Lardizábal  | 200 m nage libre | 30 juillet | 2 min 28 s 25/100 | 8e/8       | 36e/36     | Éliminée |
| Isabel Lardizábal | 100 m brasse     | 2 août     | 1 min 25 s 12/100 | 7e/7       | 29e/29     | Éliminée |
| Isabel Lardizábal | 200 m brasse     | 30 juillet | 4 s 26/100        | 8e/8       | 23e/23     | Éliminée |

1. ↑  Hors disqualifications et forfaits.